# Tagsatzung

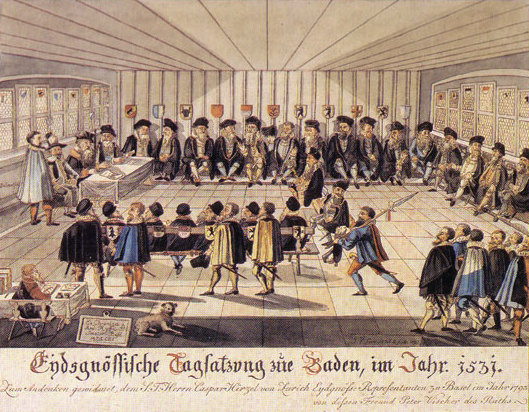
Tagsatzung in Baden im Jahr 1531

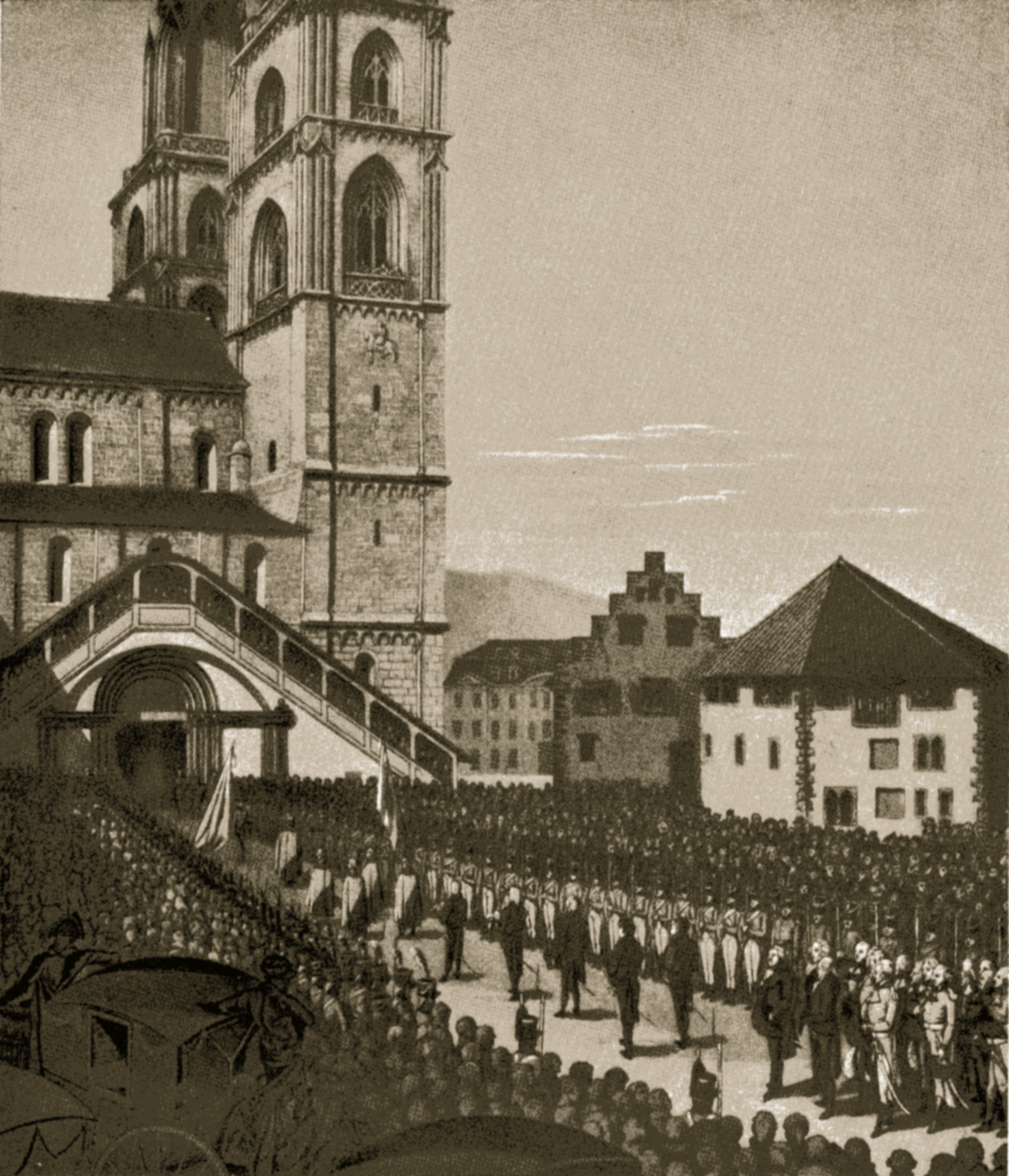
Einzug der eidgenössischen Gesandten in das Grossmünster bei Eröffnung der Tagsatzung 1807 in Zürich

Die Tagsatzung war in der Schweiz bis 1848 die Versammlung der Abgesandten der Orte (Kantone) der Alten Eidgenossenschaft. Sie besass sowohl exekutive als auch legislative Kompetenzen, allerdings war ihre Macht sehr beschränkt, da diese zumeist bei den Kantonen lag. Am Ende der Verhandlungen wurden den Gesandten die eidgenössischen Abschiede ausgehändigt.
Die Bezeichnung «Tagsatzung» ist abgeleitet von der Formulierung «einen Tag setzen» und bedeutet die Vereinbarung eines (Rechts-)Tages beziehungsweise des Termins für diese Zusammenkunft.

## Typologie
Die Tagsatzung bildete die wichtigste Kommunikationsplattform der Schweizerischen Eidgenossenschaft nach innen und aussen. Im internationalen typologischen Vergleich ist die eidgenössische Tagsatzung als Versammlung politisch und sozial Gleichrangiger in vielem mit den zahlreichen Ständeversammlungen anderer Länder zu vergleichen. Im Unterschied zu jenen stand sie aber nicht einem Fürsten gegenüber und handelte auch keine Steuern aus. In den Augen des englischen Diplomaten Abraham Stanyan, der 1714 während der Friedensverhandlungen von Baden in der Schweiz weilte, bildete die Tagsatzung «the Majesty of the Helvetick Body», sie verkörperte also den politischen Verband ebenso wie andernorts der souveräne Fürst.

## Vom Spätmittelalter bis 1798
Erste Zusammenkünfte gab es in Brunnen (1315), Beckenried (seit 1291?), später je nach Bedürfnis in Zürich, Bern, Luzern, Baden, Aarau, Altdorf (seit 1357), Schwyz, Bellinzona, Stans (ab 1320), Zug, St. Gallen, Wil, Freiburg, Lugano und Locarno, Grandson (nur für Bern und Freiburg) und Neuenburg (1512–1529). In Konstanz gab es sehr viele Verhandlungen mit den süddeutschen Städten und Österreich (seit 1315). In Solothurn fanden Zusammenkünfte statt, zu denen der französische Gesandte einlud. Neben den gemeineidgenössischen Tagsatzungen fanden nach der Reformation jeweils noch separate Tagsatzungen oder Konferenzen der katholischen und reformierten Orte statt.
Im Dezember 1481 kam es bei einer besonderen Tagsatzung der Acht Orte in Stans zum Stanser Verkommnis.
Die ordentliche Tagsatzung begann ab 1424 am Mittwoch nach Pfingsten, ab 1462 am zweiten Sonntag nach Fronleichnam (Donnerstag nach Trinitatis) – also zwischen 31. Mai und 4. Juli –, ab 1587 am Sonntag nach Johannes Baptista (24. Juni), ab 1712 jährlich am Montag nach Peter und Paul (29. Juni) und dauerte bis zu drei Wochen.
Die Tagsatzung fand zwar an wechselnden Orten statt, doch Baden in der Gemeinen Herrschaft der Grafschaft Baden war aufgrund der Thermalbäder und der damit verbundenen Zerstreuungen besonders beliebt. Die wichtigsten Geschäfte, die die ganze Eidgenossenschaft vor 1712 betrafen, wurden ausschliesslich im Badener Rathaus verhandelt, so z. B. ab 1424 die Abnahme der Jahresrechnungen sämtlicher Gemeinen Herrschaften, aber auch Entscheidungen über Krieg und Frieden. So etwa am 11. März 1499, als die Schweizer Eidgenossen in einer Tagsatzung beschlossen, dass in den Schlachten des kurz zuvor begonnenen Schwabenkrieges gegen den Schwäbischen Bund und das Haus Habsburg keine Gefangenen gemacht und verwundete gegnerische Kämpfer «abgetan» werden sollten. Eine bis heute wirksame Entscheidung traf die Tagsatzung, als sie 1505 Papst Julius II. auf dessen Anfrage 150 Söldner sandte, um den Vatikan zu schützen. Daraus entstand schliesslich die Schweizergarde.
Nach dem Zweiten Villmerger- bzw. Toggenburgerkrieg im Jahr 1712 kam die Tagsatzung abwechselnd in Baden und Frauenfeld zusammen (1742–1797 ständig in Frauenfeld), wo sie zur Jahrrechnung der deutschen Gemeinen Herrschaften Thurgau, Rheintal, Sargans, Gaster, Uznach und Baden sowie der Freien Ämter zusammentrat.

## 1803–1848

Sitzung im Jahr 1847 unter dem Vorsitz von Ulrich Ochsenbein (zeitgenössische Darstellung)

Durch die Mediationsakte wurde die Tagsatzung als Versammlung der Abgeordneten der Kantone der Schweizerischen Eidgenossenschaft 1803 wiederhergestellt und blieb auch nach der Restauration 1815 bestehen. Allerdings wurden ihre Kompetenzen weiter beschnitten. Der mit der Durchführung der Tagsatzung beauftragte Kanton hielt zugleich den Vorsitz und wurde als Vorort bezeichnet.
1848 erarbeitete die Tagsatzung die erste Schweizer Bundesverfassung. Damit gründete sie den modernen Schweizer Bundesstaat und löste sich selbst, respektive den Bundesvertrag von 1815, auf.
Als Nachfolge der Kantonsvertretung dient seit 1848 der Ständerat mit je zwei gewählten Vertretern je Kanton (ein Vertreter für die ehemaligen Halbkantone Appenzell Innerrhoden, Appenzell Ausserrhoden, Basel-Stadt, Basel-Landschaft, Obwalden und Nidwalden). Die Ständeräte sind in ihrem Stimmverhalten jedoch nicht an die Vorgaben der Kantone, welche sie vertreten, gebunden.

## Präsidenten der eidgenössischen Tagsatzung 1814–1848
Als Präsident der Tagsatzung amtierte jeweils der Regierungschef des Vorortkantons (Bürgermeister von Zürich, Schultheiss von Bern oder von Luzern). 
| Jahr | Datum a       | Datum a       | Vorort | Präsident                       |
| ---- | ------------- | ------------- | ------ | ------------------------------- |
| 1814 | 6. April 1814 | 24. Juni 1814 | Zürich | Hans von Reinhard               |
| 1814 | 25. Juni 1814 | 12. Dez. 1814 | Zürich | Hans Conrad Escher (vom Luchs)  |
| 1815 | 21. Dez. 1814 | 31. Dez. 1815 | Zürich | David von Wyss                  |
| 1816 | 1816          | 1816          | Zürich | Hans von Reinhard               |
| 1817 | 1817          | 1817          | Bern   | Niklaus Rudolf von Wattenwyl    |
| 1818 | 1818          | 1818          | Bern   | Niklaus Friedrich von Mülinen   |
| 1819 | 1819          | 1819          | Luzern | Josef Karl Amrhyn               |
| 1820 | 1820          | 1820          | Luzern | Vinzenz Rüttimann               |
| 1821 | 1821          | 1821          | Zürich | David von Wyss                  |
| 1822 | 1822          | 1822          | Zürich | Hans von Reinhard               |
| 1823 | 1823          | 1823          | Bern   | Niklaus Rudolf von Wattenwyl    |
| 1824 | 1824          | 1824          | Bern   | Niklaus Friedrich von Mülinen   |
| 1825 | 1825          | 1825          | Luzern | Josef Karl Amrhyn               |
| 1826 | 1826          | 1826          | Luzern | Vinzenz Rüttimann               |
| 1827 | 1827          | 1827          | Zürich | David von Wyss                  |
| 1828 | 1828          | 1828          | Zürich | Hans von Reinhard               |
| 1829 | 1829          | 1829          | Bern   | Niklaus Rudolf von Wattenwyl    |
| 1830 | 1830          | 1830          | Bern   | Emanuel Friedrich von Fischer   |
| 1831 | 1831          | 1831          | Luzern | Josef Karl Amrhyn               |
| 1832 | 1832          | 1832          | Luzern | Eduard Pfyffer von Altishofen   |
| 1833 | 1833          | 1833          | Zürich | Johann Jakob Hess               |
| 1834 | 1834          | 1834          | Zürich | Conrad Melchior Hirzel          |
| 1835 | 1835          | 1835          | Bern   | Franz Karl von Tavel            |
| 1836 | 1836          | 1836          | Bern   | Karl Friedrich Tscharner        |
| 1837 | 1837          | 1837          | Luzern | Josef Karl Amrhyn               |
| 1838 | 1838          | 1838          | Luzern | Georg Jakob Kopp                |
| 1839 | 1839          | 1839          | Zürich | Johann Jakob Hess               |
| 1840 | 1840          | 1840          | Zürich | Johann Konrad von Muralt        |
| 1841 | 1841          | 1841          | Bern   | Johann Karl Friedrich Neuhaus   |
| 1842 | 1842          | 1842          | Bern   | Karl Friedrich Tscharner        |
| 1843 | 1843          | 1843          | Luzern | Rudolf Rüttimann                |
| 1844 | 1844          | 1844          | Luzern | Konstantin Siegwart-Müller      |
| 1845 | 1. Jan. 1845  | 2. April 1845 | Zürich | Johann Heinrich Emanuel Mousson |
| 1845 | 2. April 1845 | 31. Dez. 1845 | Zürich | Jonas Furrer                    |
| 1846 | 1846          | 1846          | Zürich | Ulrich Zehnder                  |
| 1847 | 1. Jan. 1847  | 28. Mai 1847  | Bern   | Alexander Ludwig Funk           |
| 1847 | 28. Mai 1847  | 5. Nov. 1847  | Bern   | Ulrich Ochsenbein               |
| 1847 | 5. Nov. 1847  | 2. Dez. 1847  | Bern   | Johann Rudolf Schneider         |
| 1847 | 2. Dez. 1847  | 31. Mai 1848  | Bern   | Ulrich Ochsenbein               |
| 1848 | 31. Mai 1848  | 20. Nov. 1848 | Bern   | Alexander Ludwig Funk           |